# Marcus Laurinus
Marcus Laurinus (Brugge, 17 mei 1488 - 4 november 1540) was een Brugse priester en humanistisch geleerde.

## Familie
Marcus Laurinus, met zijn Vlaamse naam Marcus Laurijn, behoorde tot een familie in opmars. Zijn vader, Hieronymus Lauweryn (overleden in Den Haag op 1 augustus 1509), was algemeen ontvanger voor het Brugse Vrije (1487-1498), tresorier-generaal voor de domeinen en financies van Vlaanderen onder Filips de Schone en gouverneur van de jonge Karel V en de andere kinderen van Filips de Schone. In 1502/03 werd hij tot ridder geslagen door Filips de Schone. Hij vergaarde rijkdom door te investeren in indijken en creatie van nieuwe polders in de delta van de Schelde (Watervliet, Waterdijk, Waterland, Jeronimuspolder, Sint-Laureinspolder, Sint-Barbarapolder) en hij stichtte het dorp Watervliet en de stad Philippine. Bij zijn eerste vrouw Jacqueline Pedaert (overleden in 1502) kreeg hij zes kinderen, onder wie de drie zonen Matthias, Marc en Pieter. Hij hertrouwde met Maria Strabant met wie hij nog drie kinderen kreeg, onder wie Karel Laurijn (1505-1552). Hieronymus en zijn eerste vrouw werden in de Sint-Baafskathedraal in Gent begraven (hoewel in de kerk van Watervliet ook een grafplaat van hem bestaat). Marc, Pieter en Karel werden in de Sint-Donaaskathedraal begraven.
De oudste broer Matthias Laurijn (1486 - 1 november 1540), heer van Watervliet en Waterland, was bij herhaling tresorier, schepen en burgemeester van het Brugse Vrije. Hij oefende ook functies uit aan het Habsburgse hof en vergezelde de jonge Karel V in 1517 naar Spanje. Getrouwd met Françoise Ruffault, was hij de vader van Marcus Laurinus jr. en Guido Laurinus. Hij stierf in Watervliet en werd er begraven. Hij was bevriend met Erasmus en Vives.
De jongste broer Pieter Laurijn (Brugge 7 december 1489 - 27 februari 1522), heer van Leestkens, trouwde met Elizabeth Donche. Hij was licentiaat in de beide rechten aan de universiteit van Bologna. Hij werd in 1516 schepen van het Brugse Vrije. Ook hij was een bekende van Erasmus en Vives.

## Levensloop
Met zijn broers studeerde Marcus Laurinus in Leuven, in het College De Lelie. Hijzelf matriculeerde op 31 augustus 1502 en was toen pas veertien. In 1507 ging hij net als zijn broers verder studeren in Bologna. Hij keerde naar Brugge terug als doctor in beide rechten. Priester gewijd, werd hij in 1512 kanunnik van de Sint-Donaaskathedraal en in 1519 werd hij er deken. Zijn eerste beslissing was een Breviarium ad usum insignis ecclesiae Sancti Donatiani Brugensis te laten drukken. De drukker ervan was A. Bonnemere in Parijs. 
Marcus Laurinus kreeg nog andere kerkelijke beneficies, met name de parochies Hoorn (Nederland) en Flines (bij Dowaai), alsook een beneficie in de Sint-Baafskathedraal.

## Het netwerk van humanisten
Laurinus is een hoofdfiguur geweest in het Europese netwerk van de humanisten in zijn tijd. In 1518 ging hij Erasmus bezoeken die zwaar ziek lag in het huis van Dirk Martens. In 1530 woonde hij de verdediging van het doctoraal proefschrift bij door Pieter de Corte. Het was echter vooral in Brugge dat hij velen ontmoette, omdat zijn gastvrije woning in de Gouden-Handstraat en zijn buitenverblijf op Sint-Kruis als ontmoetings- en verblijfplaats dienden voor velen. Wanneer een voorname gast bij hem kwam logeren, hield hij 'convivia docta' of geleerde diners, waarop hij Brugse geleerden uitnodigde. Zo onderhield hij nauwe banden met Erasmus, Thomas More, Franciscus van Cranevelt, Pieter Gillis, Jan Fevijn, Guy Morillon, Cornelis De Schepper en vooral ook Juan Luis Vives. Laurinus overleed enkele maanden na zijn vriend Vives.
Hij was vriend, raadgever en vertrouweling van de geleerde mannen maar zelf heeft hij, behalve interessante brieven, niet geschreven. Ook zijn bibliotheek was maar bescheiden. Het was vooral zijn wijnkelder en de keuken van zijn lieftallige gouvernante die het verschil maakten.
Hij is niet te verwarren met zijn neef Marcus Laurinus jr., numismaat, bibliofiel en mecenas.